# جاي تي روجرز
جاي تي روجرز (بالإنجليزية: J. T. Rogers)‏ هو كاتب مسرحي أمريكي، ولد في 20 مايو 1968 في الولايات المتحدة.

## وصلات خارجية
- جاي تي روجرز على موقع IMDb (الإنجليزية)
- جاي تي روجرز على موقع قاعدة بيانات برودواي على الإنترنت (الإنجليزية)
- جاي تي روجرز على موقع قاعدة بيانات الفيلم (الإنجليزية)